# Александру Давила
Александру Давила (на румънски: Alexandru Davila) е румънски драматург, режисьор, театрален деец.

## Биография
Син е на Карол Давила. Завършва висшето си образование в Париж, след което е на дипломатическа служба в Италия и Белгия.
Директор е на Букурещкия национален театър от 1905 г. до 1908 г. и от 1912 г. до 1914 г. Въвежда световното и национално класическо наследство в репертоара на националния театър. Следва принципите на Константин Станиславски.
Най-значимата му творба е историческата драма „Влайку Вода“ (1902), посветена на живота на влашкия войвода Владислав I.